# Tindra Holm
Tindra Holm, född 26 maj 2001 i Skellefteå, är en svensk ishockeyspelare (målvakt) som spelar för Long Island University där hon är assisterande kapten. Holm medverkar i svenska damlandslaget och har medverkat i VM för Sverige 2023 och 2024.